# Femtreskog
Femtreskog, eller 5:3 skog, är ett begrepp varmed avses skog vars "tillstånd är uppenbart otillfredsställande" till den grad att ny skog måste anläggas. Benämningen har liksom citatet sitt ursprung i Skogsvårdslagen § 5:3. Om skog bedöms vara i sådant skick som lagen avser, föreligger skyldighet för skogsägaren att inom 3 år anlägga ny skog. De vanligaste typerna av femtreskog är dimensionsavverkad barrskog och lövskog på nedlagda betesmarker.